# Niels Kallesøe
Niels Gjedde Kallesøe (født 18. september 1936 i Skive, død 21. februar 2015) var en dansk journalist, redaktør og politiker. Han var medlem af Folketinget for Det Konservative Folkeparti i 1978-1979. Senere var han politisk redaktør på ErhvervsBladet og rapporterede fra Christiansborg.

## Opvækst og uddannelse
Niels Kallesøe blev født i 1936 i Skive som søn af købmand Aage N. Kallesøe og husmoder Mary Henny Kallesøe. Han tog realeksamen på Kaptajn Johnsens Skole på Frederiksberg i 1954 og kom samme år i handelslære i firmaet Cornelius-Knudsen. Efter et højskoleophold på Askov Højskole 1955-1956 blev han i 1956 journalistelev på Lollands-Posten og Lolland-Falsters Stifts-Tidende. I 1958 gennemførte han studier ved Pennsylvania State University, USA i journalistik, økonomi og politisk videnskab.

## Journalist
Fra 1957 til 1960 var Niels Kallesøe korrespondent for Dagbladet Information i Canada og USA. I 1961 arbejdede han på Børsen og i 1962 var han informationsofficer ved NATO's nordregion. Han var korrespondent for The Guardian i Manchester 1963-1968 og i samme periode (1964-1967) redaktør af Danmarks Handels Tidende. I en årrække fra 1967 til 1978 var han leder af Ensomme Gamles Værns pressetjeneste og redaktør af deres blad Otium. Han blev redaktør og lederskribent ved ErhvervsBladet i 1972.

## Politiker
Niels Kallesøe var medlem af Det Konservative Folkepartis bestyrelse i Gentofte fra 1972 og blev medlem af partiets erhvervsudvalg og funktionærudvalg i 1977. Han var folketingskandidat for Det Konservative Folkeparti i Ringstedkredsen fra 1974. Han blev medlem af Folketinget 2. august 1978 som afløser for John Winther da Winther nedlagde sit mandat. Han blev ikke genvalgt ved folketingsvalget i 1979, men var tre uger i Folketinget i oktober 1981 som midlertidig stedfortræder for Keld Andersen.

## Tillidshverv og hæder
Han var bestyrelsesmedlem for Den jyske Pensionisthøjskole i Nørre Nissum 1970-1979 og bestyrelsesmedlem i Det internationale gerontologiske Selskab fra 1974.
Niels Kallesøe var ridder af Dannebrog.